# Leptopholcus guineensis
Leptopholcus guineensis là một loài nhện trong họ Pholcidae. Loài này được phát hiện ở Guinee.